# Von Békésy (cráter)

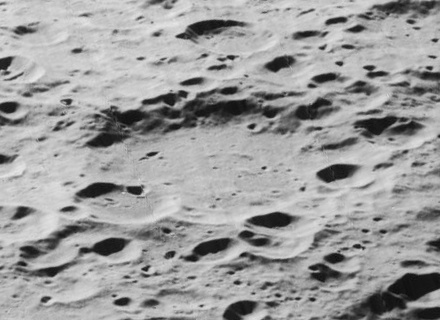
Imagen oblicua de la misión Lunar Orbiter 5

Von Békésy es un desgastado cráter de impacto, perteneciente a la cara oculta de la Luna. Se encuentra en las latitudes septentrionales, detrás del terminador noreste de la Luna tal como se ve desde la Tierra. Esta es una formación de cráteres relativamente aislada, cuyo cráter más cercano es Volterra, apenas a un diámetro al norte-noreste. Al suroeste se encuentra Millikan.
|  |

Este cráter ha sido fuertemente erosionado por impactos posteriores, y varias porciones del borde están superpuestas por cráteres más pequeños. El más grande de estos se halla atravesando el borde del sector sudeste. También se localizan varios cráteres más pequeños en el noreste y en el borde del lado occidental. El suelo interior prácticamente carece de rasgos reseñables, con tan solo unos pequeños cráteres marcando su superficie.

## Cráteres satélite
Por convención estos elementos son identificados en los mapas lunares poniendo la letra en el lado del punto medio del cráter que está más cercano a Von Békésy.
|            | \| Von Békésy \| Coordenadas \| Diámetro \| \| ---------- \| ------------------------------ \| -------- \| \| F \| 52°54′N 137°18′E / 52.9, 137.3 \| 18 km \| \| T \| 52°12′N 121°54′E / 52.2, 121.9 \| 29 km \| |          |
| Von Békésy | Coordenadas | Diámetro |
| F          | 52°54′N 137°18′E / 52.9, 137.3 | 18 km    |
| T          | 52°12′N 121°54′E / 52.2, 121.9 | 29 km    |